# ییپسی مورنو
ییپسی مورنو (انگلیسی: Yipsi Moreno؛ زادهٔ ۱۹ نوامبر ۱۹۸۰) پرتابگر چکش اهل کوبا است. وی در مسابقات کشوری و بین‌المللی در مجموع برندهٔ ۷ مدال طلا، ۳ مدال نقره شده‌است.